# The Frustrators
The Frustrators è un gruppo punk rock formata da Jason Chandler, Terry Linehan, Art Tedeschi, e Mike Dirnt. Sono tutti membri di altre band: Terry Linehan fa parte dei Waterdog e degli Hope Anchors, Jason Chandler e Art Tedeschi dei Violent Anal Death, e, forse più conosciuto, Mike Dirnt dei Green Day.
Hanno pubblicato un album con la Adeline Records, l'EP "Bored in the USA" e il loro LP di debutto "Achtung Jackass". I Frustrators pubblicarono un nuovo EP, intitolato "Griller" il 15 febbraio 2011.

## Achtung Jackass era
L'11 marzo 2002, i Frustrators pubblicarono Achtung Jackass, con l'etichetta Adeline Records. "Bonus Track" è la registrazione al contrario della canzone "Trout", e per questo motivo chiamata anche "Tuort"
Una recensione su AllMusic descrive l'album come "una divertente combinazione di una nuova ondata di punk impertinente e cerca guai", con la canzone "My Best Friend's Girl" che "determina il tono dell'album" e fa vedere "l'abilità della band di incorporare calorosamente le diverse prese di una nuova ondata che lo fa diventare davvero giù di morale".

## Discografia

### Album studio
- Achtung Jackass - Adeline Records

### EP
- Bored in the USA - Adeline Records
- Griller - Adeline Records

## Formazione
- Jason Chandler - voce
- Terry Linehan - chitarra, voce
- Art Tedeschi - batteria
- Mike Dirnt - basso, voce